# Ernest Schultz
Ernest Schultz (Dalhunden, 1931. január 29. – Lyon, 2013. szeptember 19.) francia válogatott labdarúgó, edző.

## Sikerei, díjai
- Lyon
  - Francia másodosztály bajnoka: 1953–54